# Маслув-Перший
Маслув-Перший (пол. Masłów Pierwszy) — село в Польщі, у гміні Маслув Келецького повіту Свентокшиського воєводства.
Населення — 1762 особи (2011).
У 1975-1998 роках село належало до Келецького воєводства.

## Демографія
Демографічна структура на день 31 березня 2011 року:
|          | Загалом | Допрацездатний вік | Працездатний вік | Постпрацездатний вік |
| -------- | ------- | ------------------ | ---------------- | -------------------- |
| Чоловіки | 863     | 184                | 608              | 71                   |
| Жінки    | 899     | 202                | 547              | 150                  |
| Разом    | 1762    | 386                | 1155             | 221                  |